# 手ブラ

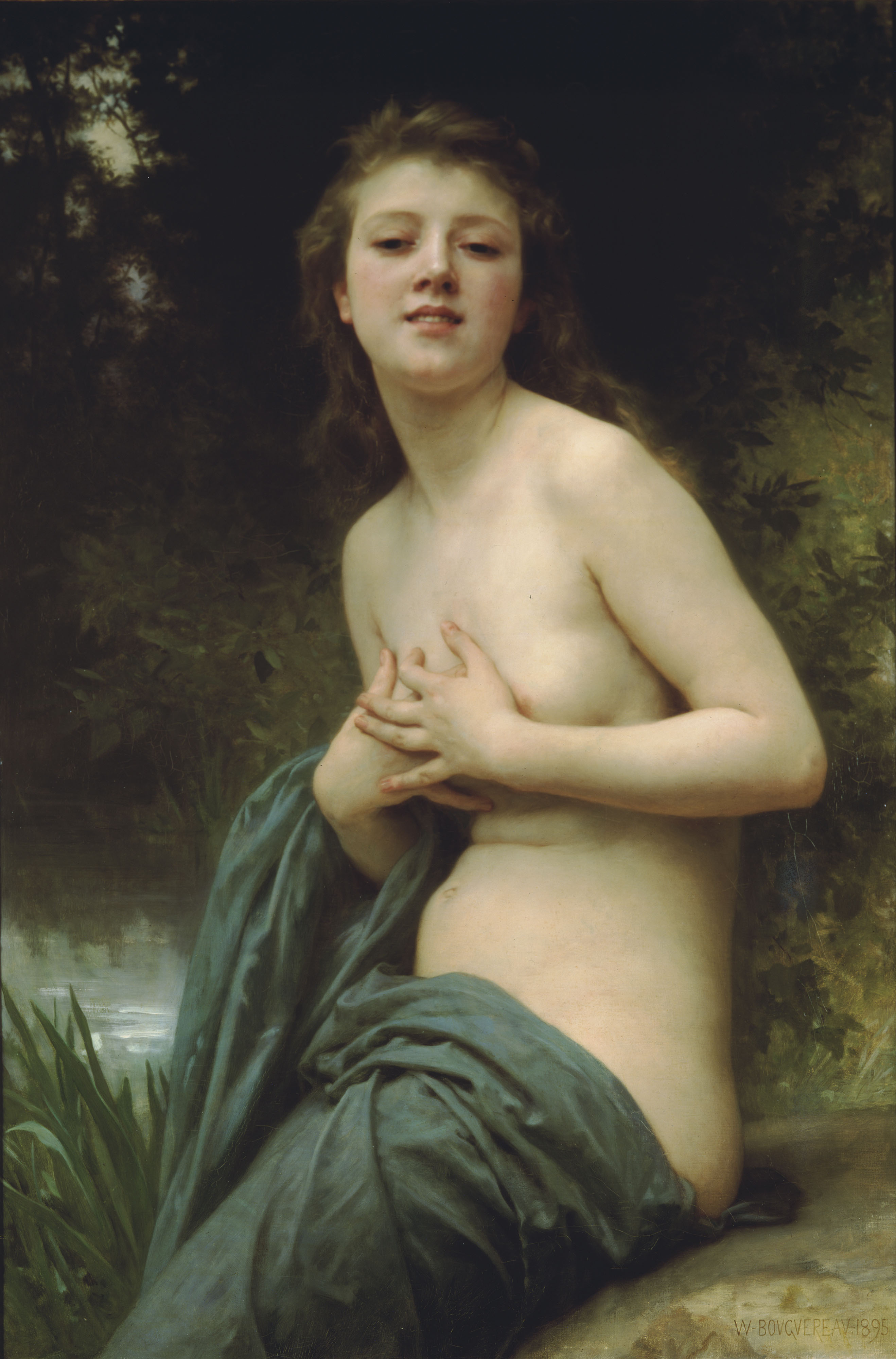
手ブラ姿の女性を描いた絵画

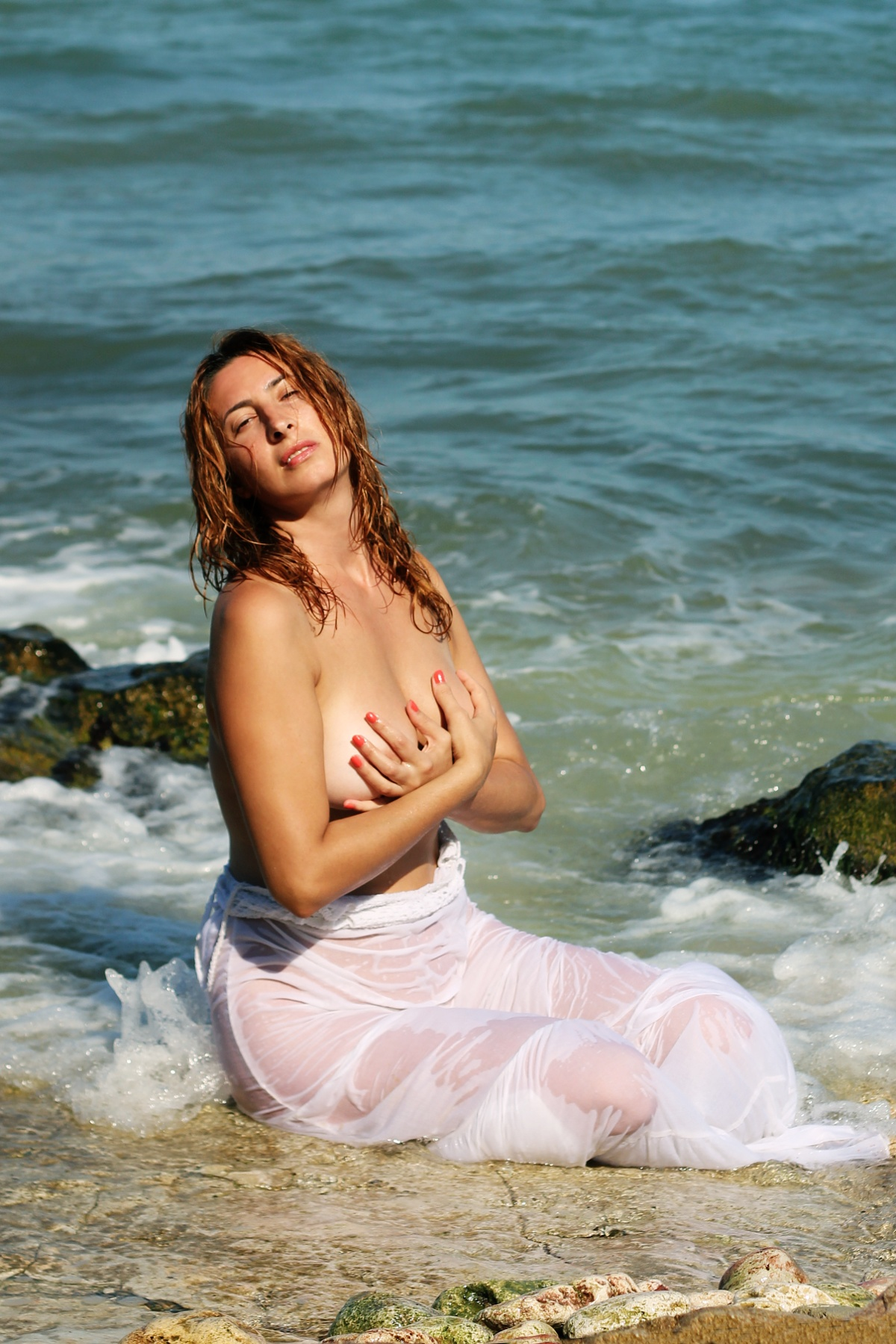
ビーチで手ブラ姿の女性

手ブラ（てブラ）は、手で乳首・乳輪を隠したポーズのことをいう。英語「handbra」をはじめとして、日本語以外においても同源の言葉が使われている。モデルやグラビアアイドル（グラドル）が行うことがある。

## 歴史
ポーズ自体は、日本においては1977年のカネボウ化粧品の広告における夏目雅子や、1979年の日本映画のパンフレットにおける女優の松坂慶子をはじめとして、1980年代には由美かおる・范文雀、大信田礼子、高樹澪らの例がある。「手ブラ」という用語はそれよりも遅く、1997年ごろから写真週刊誌で使われ始めたという。1996年に大塚寧々が披露したセミヌードの広告が、グラドルの間で手ブラのポーズの流行を広げたとされる。

### 2010年代 - 現在
2017年5月には、「世界で最もホットな女性100人」の1位に輝いたモデルのヘイリー・ボールドウィンが自身のメイクアップラインの広告で手ブラ姿を披露し、「モデルの雰囲気を出すことにこだわりたかった」と語っている。同年7月には、モデルのベラ・ハディッドが自身のInstagramにヌードカラーのショーツを履いた手ブラ姿の写真を投稿し、80万件以上の「いいね」が集まっている。2019年2月には、女優・モデルのカーラ・デルヴィーニュがファッションブランド「バルマン」 (Balmain) で披露した。同年5月には、ロンドン出身のモデルであるエミリー・ラタコウスキーが自身のInstagramにオレンジ色のパンツスタイルの水着にロングブーツを合わせた手ブラの姿を映した動画を投稿したことが、話題となった。

## 派生語
手をブラジャー（ブラ）の代わりに使うから手ブラであり、隠し方や隠す部位によってさまざまな派生語が存在する。
髪ブラ（かみブラ）
胸部より下まで長く伸ばした髪で隠すポーズ。
腕ブラ（うでブラ）
乳房を腕で隠すポーズ。
肘ブラ（ひじブラ）
胸を肘で隠すポーズ。「肘ブラ」は2017年に田中みな実が披露したものが話題になったが、その20年以上前に石田ゆり子が行った例がある。
クロス手ブラ（クロスてブラ）
左右の手を交差させ、右手で左胸を、左手で右胸を隠すポーズ。
両手ブラ（りょうてブラ）・片手ブラ（かたてブラ）
前者は乳房を隠すのに両手を使い、後者は片手のみで両方の乳房を隠す。ただし、片手ブラは片方の乳房だけを隠すポーズを指して使われることもある。
指ブラ（ゆびブラ）
指で乳首のみを隠すポーズ。
脚ブラ（あしブラ）
いわゆる体育座りのような姿勢を取って脚部で隠すポーズ。
壁ブラ（かべブラ）
胸を壁に押し当てて隠すポーズ。
手パンツ（てパンツ）
股間（女性器）を片手で隠すポーズ。手パン（てパン）とも呼ばれる。

## ギャラリー

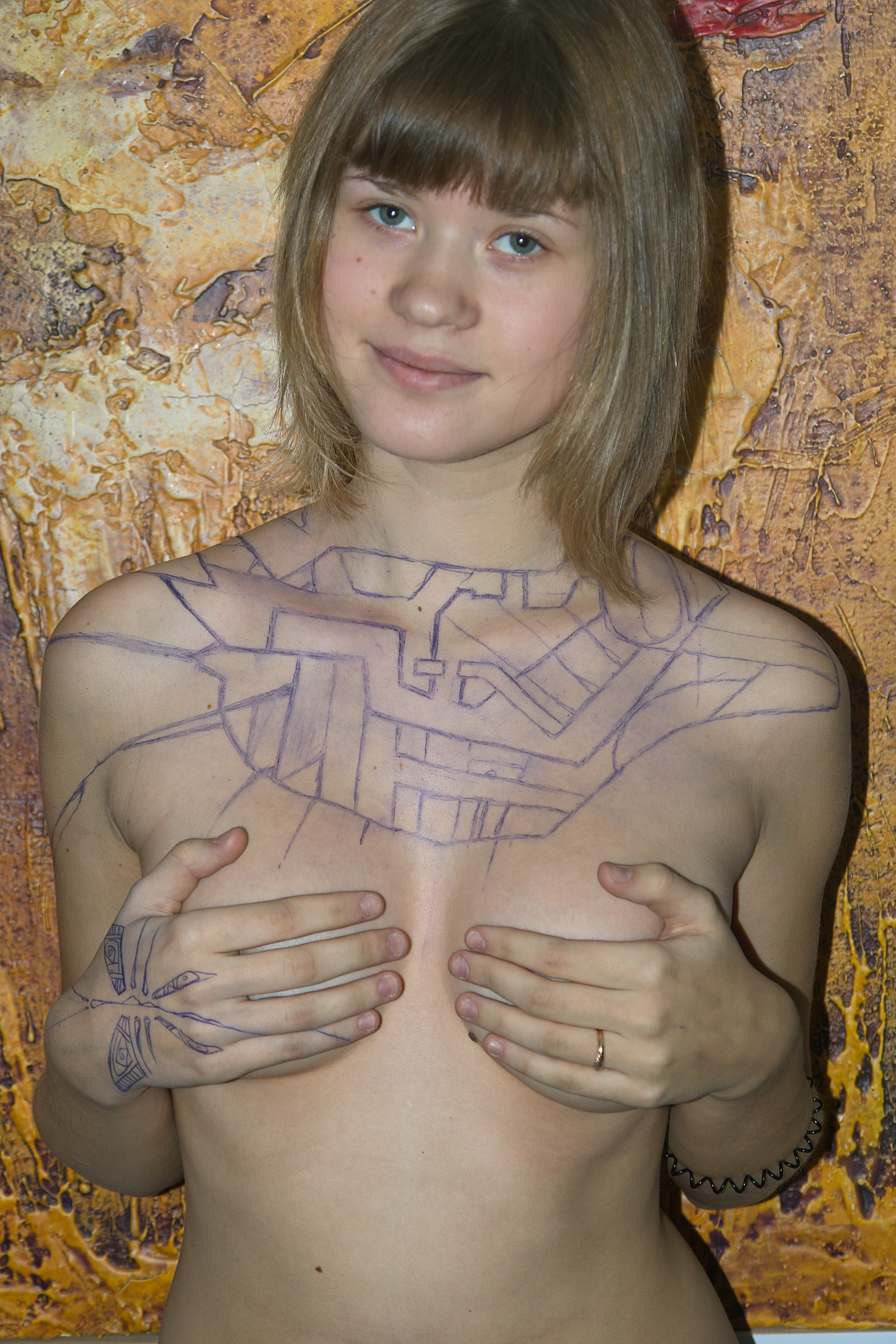
両手ブラ（順手）
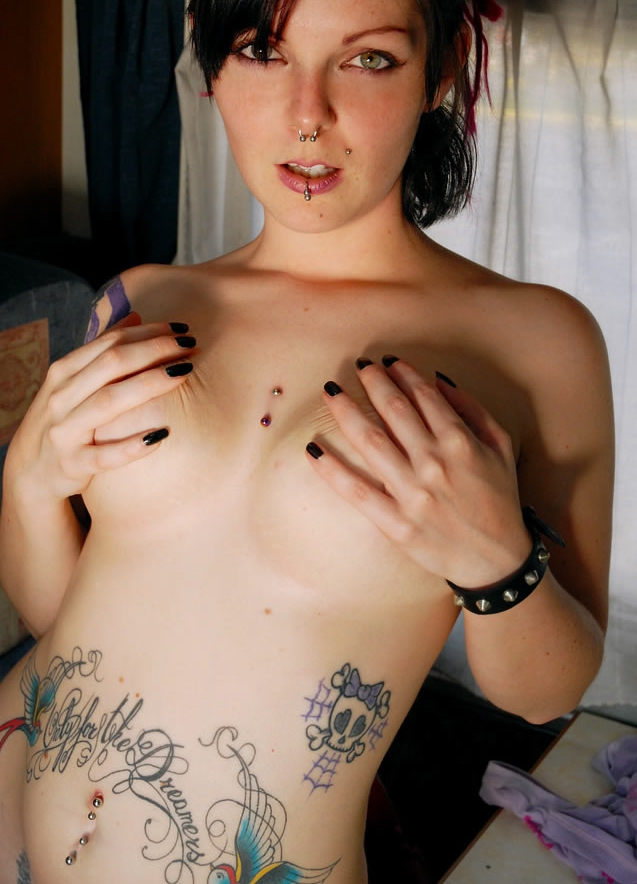
両手ブラ（順手）
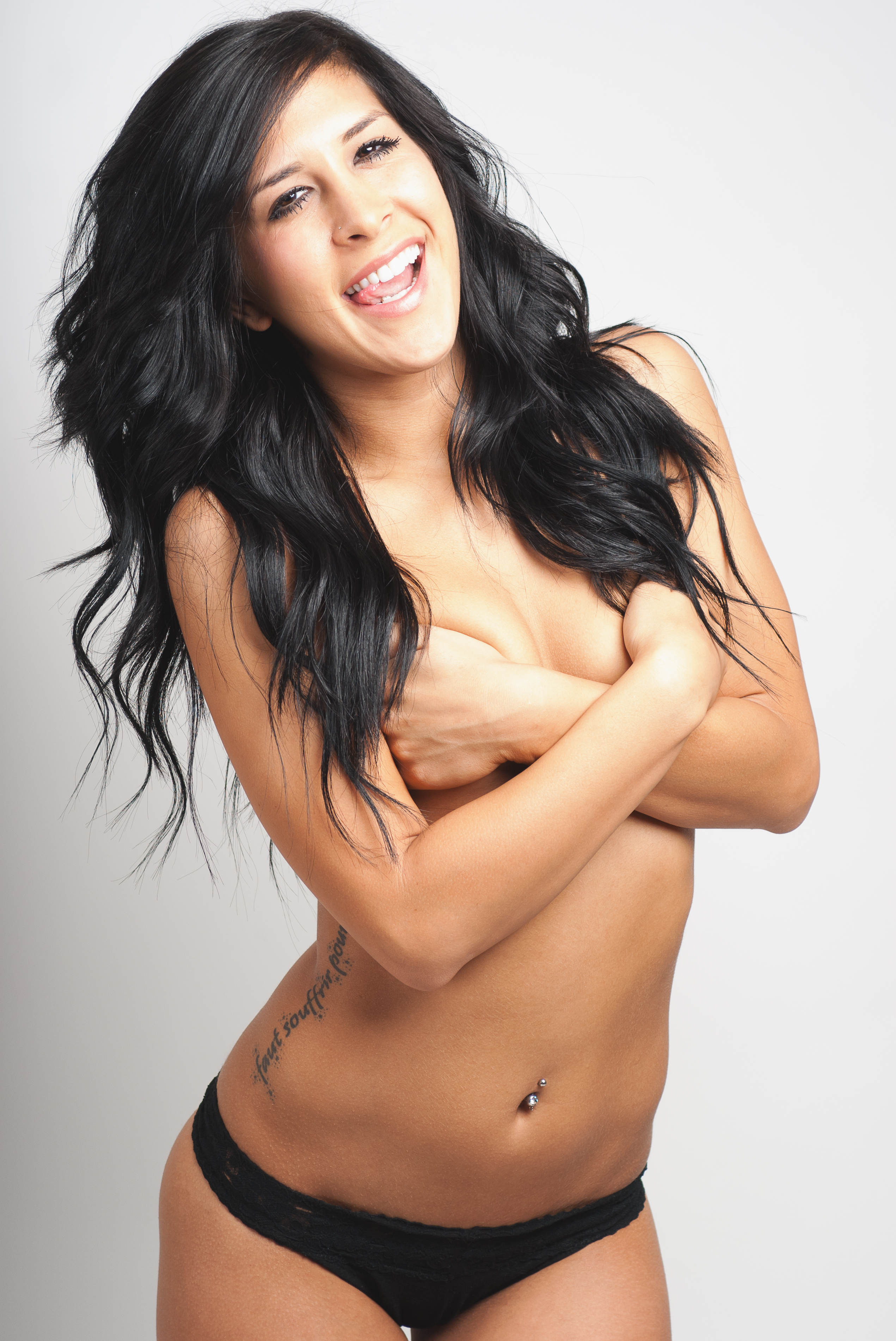
クロス手ブラ
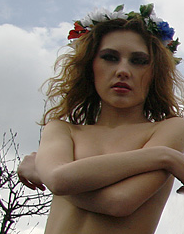
腕ブラ（両腕）
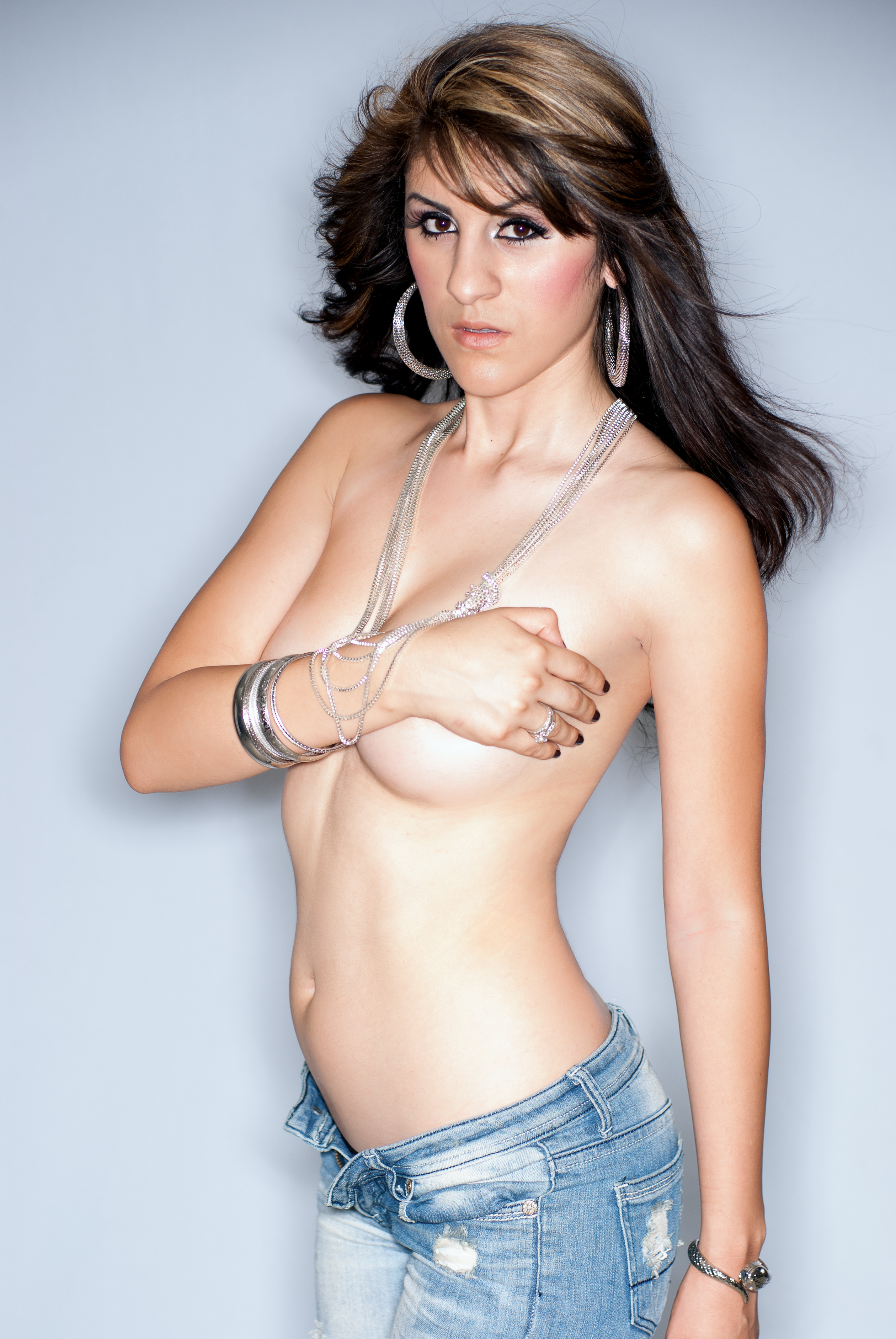
腕ブラ（片腕）
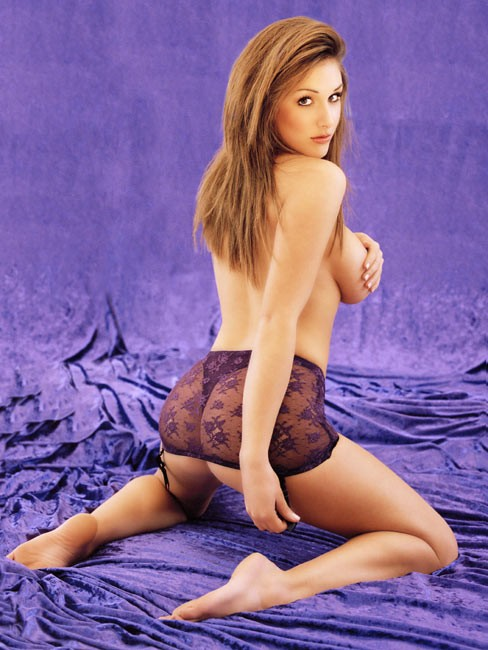
手ブラ・腕ブラ（片腕）
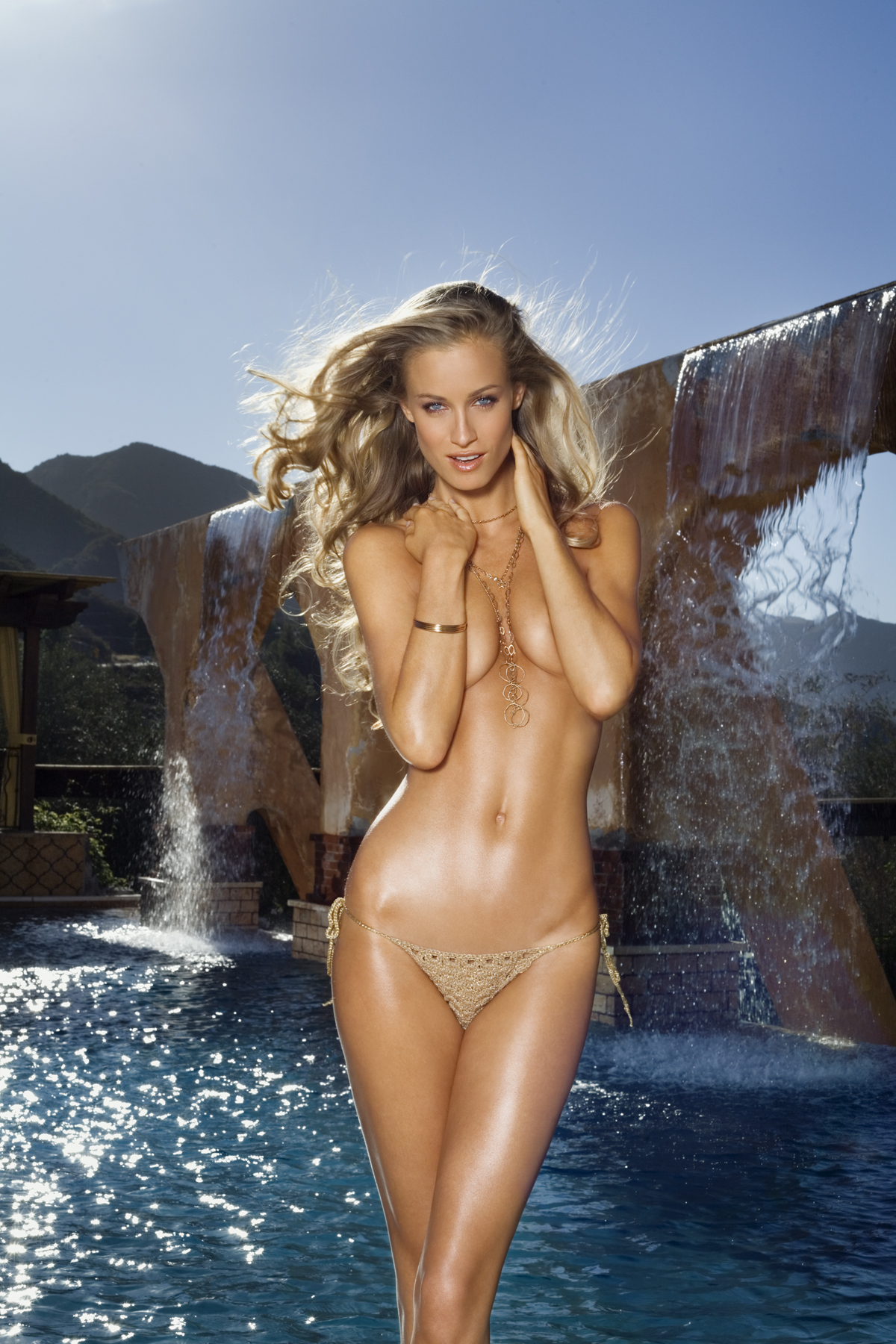
肘ブラ
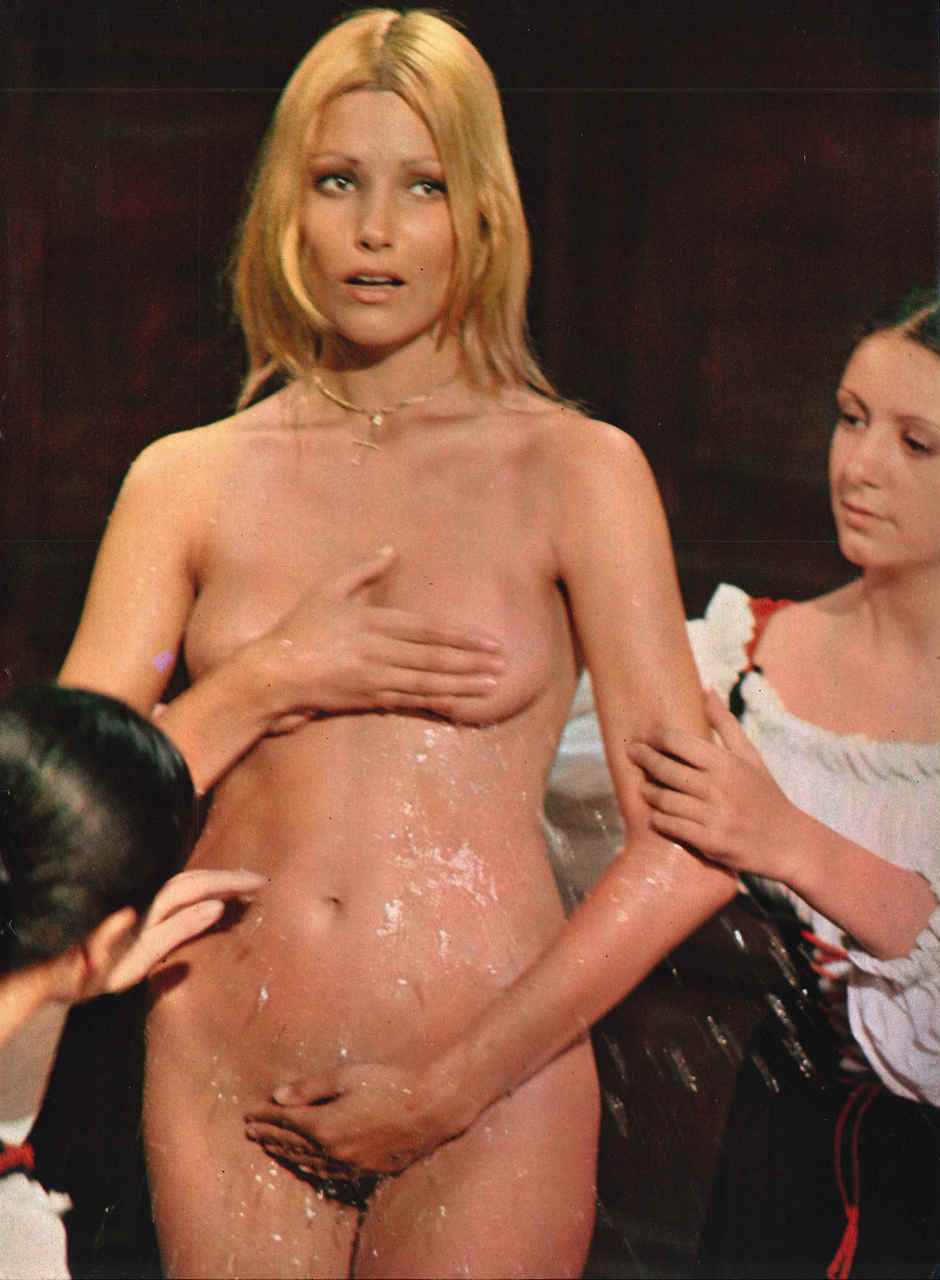
片手ブラと手パンツ